# Wanda Czarnocka-Karpińska

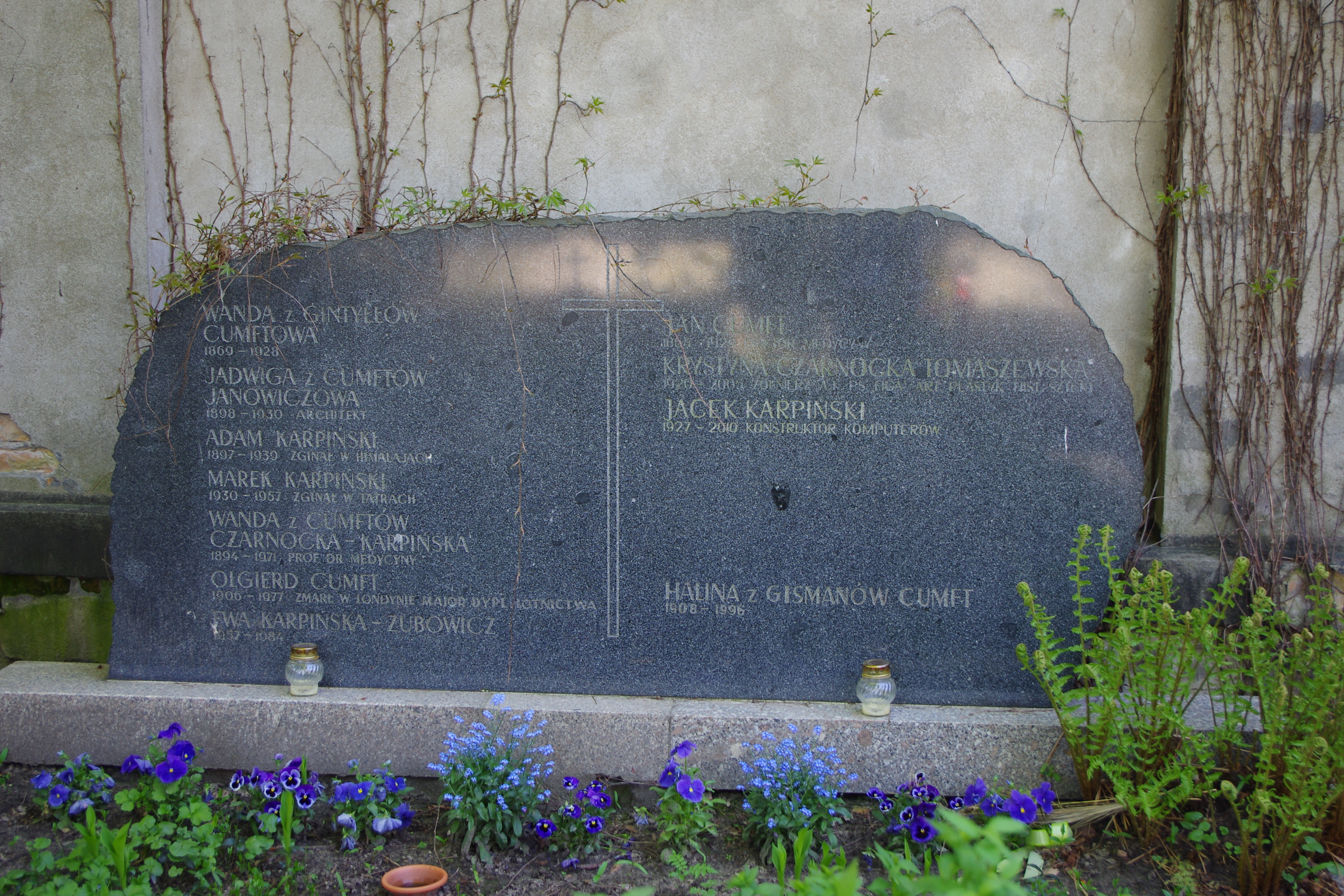
Grób Wandy Czarnockiej-Karpińskiej oraz jej dzieci informatyka Jacka Karpińskiego i artystki plastyka Krystyny Czarnockiej-Tomaszewskiej na cmentarzu ewangelicko-reformowanym w Warszawie

Wanda Czarnocka-Karpińska z domu Cumft (ur. 13 września 1894 w Petersburgu, zm. 4 września 1971 w Olsztynie) –  członkini POW i ZPOK, polska biegaczka narciarska, lekarka, autorka prac z dziedziny medycyny sportowej, taterniczka i alpinistka.

## Życiorys
Urodziła się w Petersburgu, jako córka Jana Gabriela Cumfta i Wandy z Gintyłłów. Od 1914 członkini Polskiej Organizacji Wojskowej, od lipca 1915 komendantka Oddziału Żeńskiego POW w Wilnie. W roku 1926 została absolwentką wydziału medycyny Uniwersytetu Warszawskiego, następnie studiowała w Instytucie Rentgenologicznym w Turynie. 
W zimie na przełomie lat 1924/1925, razem z Adamem Karpińskim, dokonała wejść na siedem szczytów tatrzańskich, dokonała m.in. pierwszego wejścia zimowego od północy na Mały Lodowy Szczyt oraz od strony Klimkowej Przełęczy na Durny Szczyt. Wraz z Adamem Karpińskim weszła też na Lodową Kopę oraz na Szczyrbski Szczyt i Hlińską Turnię (w tym wejściu brali udział także Stefan Osiecki i Wilhelm Smoluchowski). W 1926 podjęła próbę zimowego wejścia na Mont Blanc.
Reprezentując AZS Warszawa na początku 1925 w Krynicy zdobyła srebrny medal mistrzostw Polski w biegu narciarskim
W latach 30. działaczka Związku Pracy Obywatelskiej Kobiet.
Od roku 1929 pracowała w Centralnym Instytucie Wychowania Fizycznego (późniejsza AWF w Warszawie). W trakcie okupacji pracowała jako lekarz rentgenolog. W roku 1961 otrzymała tytuł profesora nadzwyczajnego. W latach 1960–1964 była dziekanem Akademii Wychowania Fizycznego. Była dwukrotnie zamężna, pierwszym mężem był Wacław Denhoff-Czarnocki, z którym miała córkę Krystynę, po jego śmierci (11 kwietnia 1927) wyszła za Adama Karpińskiego, ich synem był Jacek Karpiński (ur. 9 kwietnia 1927).
W roku 2011 została pośmiertnie uhonorowana tablicą w Złotym Kręgu „Gloria Optimis”, w kategorii zasłużonych dla AWF
Pochowana na cmentarzu ewangelicko-reformowanym w Warszawie (kwatera K1-2-21).

## Publikacje
Opublikowała następujące prace z dziedziny medycyny sportowej:
- Obserwacje lekarskie na oddziale żeńskim dwuletniego studjum C.I.W.F., Warszawa: „Drukarnia Gospodarcza”, 1936.
- Przyczynek do zagadnienia wpływu ćwiczeń fizycznych na miesiączkowanie, Warszawa: „Przegląd Fizjologii Ruchu”, 1936, (Warszawa: P. Pyz i S-ka).
- Wychowanie fizyczne kobiet w Niemczech na tle reorganizacji W. F. w III Rzeszy : wrażenia z Międzynarodowego Kongresu Medycyny Sportowej w Berlinie: uwagi o medycynie sportowej w Berlinie, Warszawa: „Drukarnia Gospodarcza”, 1936.
- Uszkodzenia narciarskie w Akademii Wychowania Fizycznego Warszawa: 1952 (Druk. Wydawnictwo Ministerstwa Obrony Narodowej).
- Czynnościowe badania układu krążenia w praktyce lekarsko sportowej, Warszawa: Państwowy Zakład Wydawnictw Lekarskich, 1956.

## Ordery i odznaczenia
- Krzyż Niepodległości z Mieczami – 2 sierpnia 1931 „za pracę w dziele odzyskania niepodległości”[13][14]
- Krzyż Walecznych dwukrotnie – 8 lipca 1922[15]